# أرينا إم آر في
أرينا إم آر في هو ملعب كرة قدم يقع في مدينة بيلو هوريزونتي. يتسع ل 47،465 مشجع وهو الملعب الرئيسي لنادي أتلتيكو مينيرو الذي ينافس في الدوري البرازيلي الدرجة الأولى. تم افتتاحه في 25 مارس 2023.